# Аллан Окелло
Аллан Окелло (англ. Allan Okello, нар. 4 липня 2000, Ліра) — угандійський футболіст, півзахисник клубу «Вайперс» та національної збірної Уганди. Виступав також за клуби «Кампала Сіті Каунсіл» та «Параду».

## Клубна кар'єра
Аллан Окелло дебютував у професійному футболі в 2017 році в складі команди «Кампала Сіті Каунсіл», в якій грав до 2020 року, та став у складі команди одним із найрезультативніших гравців, відзначившись 23 забитими голами в 24 проведених матчах за клуб. У складі клубу Окелло двічі став чемпіоном Уганди та двічі володарем Кубка Уганди.
У 2020 році Аллан Окелло став гравцем алжирського клубу «Параду». Проте в цьому клубі угандійський футболіст не зумів відзначитись високою результативністю, і в 2022 році Окелло віддали в річну оренду до його колишнього клубу Кампала Сіті Каунсіл", де він знову став гравцем основного складу команди, хоча й не відзначався настільки високою результативністю.
У 2023 році Аллан Окелло перейшов до складу іншого угандійського клубу «Вайперс». Станом на 14 лютого 2025 року відіграв за команду 30 матчів в національному чемпіонаті, в яких відзначився 8 забитими м'ячами.

## Виступи за збірну
З 2019 року Аллан Окелло грає у складі національної збірної Уганди. Станом на лютий 2025 року зіграв у складі національної збірної 20 матчів, у яких відзначився 2 забитими м'ячами.

## Титули і досягнення
- Чемпіон Уганди (2):

«Кампала Сіті Каунсіл»: 2016—2017, 2018—2019
- Володар Кубку Уганди (1):

«Кампала Сіті Каунсіл»: 2017, 2018